# اتفاقية شينجن
اتفاقية شينجِن أو تُكتَب شِنْغِنْ، (بالإنجليزية: Schengen Agreement)‏ وقّعها بعض البلدان الأوروبية وتسمح بإلغاء عمليات المراقبة على الحدود بين البلدان المشاركة كما تتضمن أحكاماً بشأن سياسة مشتركة بشأن الدخول المؤقت للأشخاص (بما فيها تأشيرة شنغن)، بمواءمة بمراقبة الحدود الخارجية، والشرطة عبر الحدود. بمقترنها معاهدة امستردام، والاتفاق نفسه وجميع المقررات التي سن على أساسها تم تنفيذها في قانون الاتحاد الأوروبي. وتسمى على اسم شنغن، لوكسمبرغ.
وقعت على الاتفاق مجموعة من 30دولة، بما فيها أربعة من غير الاعضاء في الاتحاد الأوروبي (أيسلندا وليختنشتاين ونرويج وسويسرا).
الاتفاقية وقعت في الأصل في 14 حزيران / يونيو 1985، من خلال خمس دول أوروبية (بلجيكا، فرنسا، ألمانيا الغربية، لكسمبرغ، وهولندا). وثيقة إضافية، والمعروفة باسم اتفاقية شنغن، وضعت الاتفاق موضع التنفيذ. هذه الوثيقة الثانية حلت محل الأولى.وفي ديسمبر 2023 وافق الاتحاد الأوروبي على ضم (بلغاريا) ، رومانيا) إلى منطقة "شينجن" وذلك ابتداء من 31 مارس 2024.
لكل دولة من الدول الأعضاء كان هناك تأخير بين التوقيع على الاتفاق وتنفيذه فعلا. ورغم أن التوقيع تم على الاتفاق في 14 حزيران / يونيو 1985، كان لا بد من الانتظار حتى بعد مرور عقد من الزمن تقريبا، في 26 مارس 1995، أن بلجيكا، فرنسا، ألمانيا، السويد، هولندا، البرتغال، إسبانيا، أصبحت أول الدول لتنفيذ هذه الخطة.

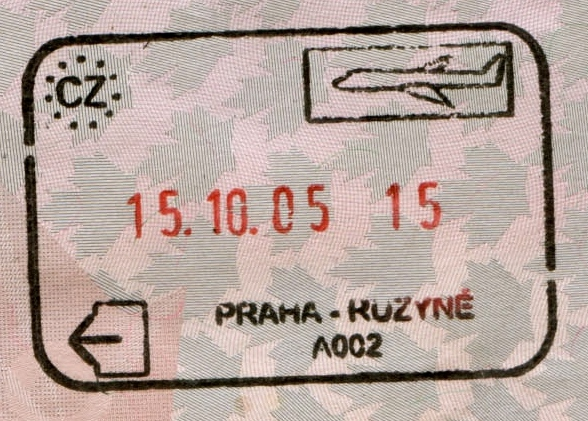
ختم خروج عن طريق الجو الصادر في مطار براغ.
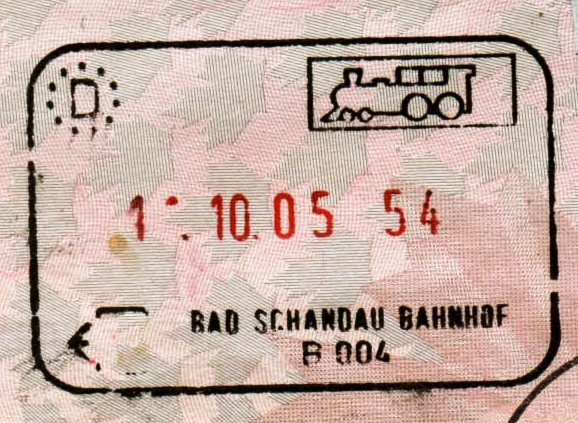
ختم خروج عن طريق سكة الحديدية الصادر في محطة قطار باد شاندال.
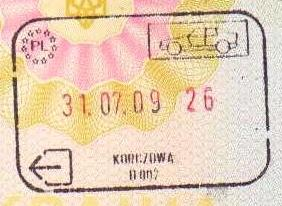
ختم خروج عن طريق البر الصادر في الحدود كوروساوا.
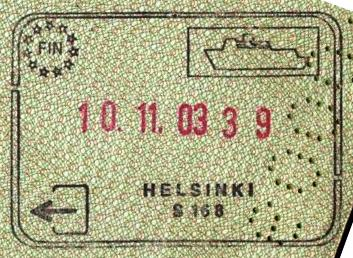
ختم خروج عن طريق البحر الصادر في ميناء هلسنكي.

## مطالبات بوقف العمل بالاتفاقية
وجه الرئيس الفرنسي السابق نيكولا ساركوزي انتقادات لاتفاقية شنغن مطالباً بوقف العمل بها لمواجهة تدفق اللاجئين السوريين، وحذر من أن بلاده ستنسحب من الاتفاقية إذا لم يتم تعديلها خلال عام، وتعاني دول أوروبا من تزايد عدد المهاجرين من منطقة الشرق الأوسط على خلفية الحروب الأهلية والمشاكل السياسية المتفاقمة في المنطقة، وتسهل اتفاقية شنغن على المهاجرين غير الشرعيين التنقل بين دول أوروبا ال25 والاستقرار في الدول ذات المستوى الاقتصادي المرتفع.

## وصلات خارجية
- صورة توضيحية: توسيع منطقة شنغن
- ساركوزي يهدد بالانسحاب من اتفاقية شنغن